# Ильинецкий район
Ильи́нецкий райо́н (укр. Іллінецький район) — упразднённая административная единица на востоке Винницкой области Украины. Административный центр — город Ильинцы.

## География
Площадь — 910 км² (16-е место среди районов). Основные реки — Соб, Сибок.
На территории района расположен Ильинецкий метеоритный кратер.

## История
Район образован в 1923 году. 21 января 1959 года к Ильинецкому району были присоединены части территорий упразднённых Дашевского и Ситковецкого районов.
В конце 1960-х годов близ сел Жорнище и Луговая (на реке Сибок) археологами под руководством П. И. Хавлюка обнаружен древний карьер по добыче вулканического туфа для изготовления жерновов к ротационным мельницам. Обнаруженный карьер известен как Ильинецкий карьер.
Разработка карьера началась в III в. нашей эры племенами Черняховской культуры и продолжалась, с перерывами, во времена древней Руси.
На территории района большие территории занимали поместья помещика Ярошинского, с приходом советской власти в большинстве крупных населённых пунктов была проведена коллективизация и укрупнение. Тяжелой промышленности не имелось. Занятия — преимущественно сельское хозяйство.

## Демография
Население района составляет 38 264 человека (на 1 июня 2013 года), в том числе городское население 15 326 человек (40,05 %), сельское — 22 938 человек (59,95 %).

## Административное устройство
Количество советов (рад):
- городских — 1
- поселковых — 1
- сельских — 22

## Населённые пункты
Количество населённых пунктов:
- городов районного значения — 1 (Ильинцы)
- посёлков городского типа — 1 (Дашев — 4 233)
- сёл — 47:
- Бабин
- Васильевка
- Даньковка
- Жорнище
- Красненькое
- Неменка
- Париевка
- Сорока
- Хреновка (Хрінівка)
- Жаданы
- посёлков сельского типа — 5

Всего насчитывается 54 населенных пункта.
Район имеет в своем составе ряд крупных (до 10 тыс. человек) населённых пунктов. 
Среди них такие, как Бабин, Красненькое и прочие.
- с. Красненькое в исторических источниках упоминается с 1629 года. Возникло на месте слития четырёх хуторов: Кищины, Красненького, Паланки и Токаревки. Село находится в верховье р. Вязовицы, за 12 км от райцентра Ильинцы.
- с. Васильевка — центр с. совета, лежит на речке Кальничке, притоке р. Соб, за 11 км от районного центра, за 27 км от ж/д станции Липовец. Неподалёку от села обнаружено поселение Трипольской культуры.

## Памятные места и достопримечательности
- Ильинецкий метеоритный кратер
- Ильинецкий карьер
- На юг от города Ильинцы находится крупное захоронение расстрелянных немцами в годы войны евреев (до 15 тысяч человек (неподтверждённые данные))